# К1 (телеканал)
«К1» — украинский развлекательный телеканал, входящий в группу Inter Media Group.

## История
Телеканал начал вещание 20 июня 2005 года.
Изначально был нацелен на просветительско–документальную тематику, однако впоследствии сменил её на просветительско–развлекательную с кинопоказом.
С декабря 2006 года «К1» входит в состав медиахолдинга «Inter Media Group». Канал представлен во всех областных и в большинстве районных центров Украины. Техническое покрытие за панелью GFK — 93,2 %.
31 марта 2021 года канал начал вещание в стандарте высокой четкости (HD).
В связи с вторжения России на Украину с 24 февраля по 17 апреля 2022 года телеканал круглосуточно транслировал информационный марафон «Единые новости». В эфире отсутствовала реклама.
С 18 апреля 2022 года телеканал возобновил самостоятельное вещание, изменив программную сетку. С эфира убраны русскоязычные программы.

## Параметры спутникового вещания
| Спутник  | Орбитальная позиция   | Частота   | Поляризация      | Символьная скорость | FEC | Кодировка |
| -------- | --------------------- | --------- | ---------------- | ------------------- | --- | --------- |
| Astra 4A | 4.8° западной долготы | 12437 MHz | вертикальная (V) | 30000 Mb/s          | 2/3 | FTA       |

## Руководство
- Наталья Лявинец — генеральный директор (с 2017 года)
- Дарья Дудкина — программный директор (с 2013 года)
- Светлана Кушниренко — финансовый директор (с 2005 года)

## Логотипы
Телеканал сменил 5 логотипов. Нынешний — 6-й по счёту.
С 2005 по 2012 год стоял в левом нижнем углу. С 2012 по настоящее время стоит в левом верхнем углу.
- С 20 июня 2005 по 6 марта 2011 года и с 29 августа по 5 сентября 2011 года логотипом служил серебристый круг с прозрачной цифрой 1, перед ним два знака «<» и палка, образующие букву «К». Находился в левом нижнем углу.
- С 7 марта по 28 августа 2011 года логотипом служил прозрачный круг с жёлтыми линиями и вращающиеся кружки, внутри круга была цифра 1, перед кругом два знака «<» и палка, образующие букву «К». Находился там же.
- С 6 сентября по 21 октября 2011 года логотипом служил белый круг с прозрачной цифрой 1 и перед кругом знак < и буква «К». Находился там же. Через несколько дней логотип поднялся немного вверх.
- С 22 октября 2011 по 14 сентября 2012 года логотип уменьшился в размере и стал более прозрачным. Находился там же.
- С 15 сентября 2012 по 24 августа 2014 года логотип представлял из себя белый круг с бирюзовым кольцом и словом «К1» бирюзового цвета внутри круга. Находился в левом верхнем углу.
- С 25 августа 2014 по настоящее время логотип представляет из себя бирюзовую «метку-чекпойнт» и словом «К1» белого цвета внутри него. Находится там же. С 1 июня 2017 года логотип уменьшился примерно вдвое.

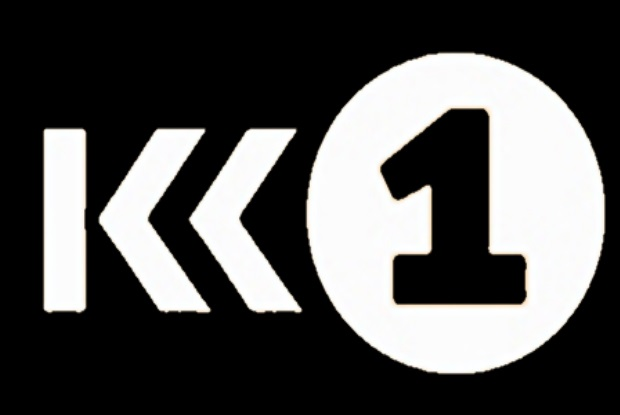
Третий и четвёртый логотип телеканала «К1» с 6 сентября 2011 до 14 сентября 2012 года.
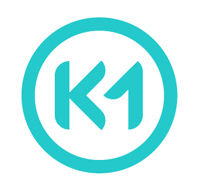
Пятый логотип телеканала «К1» с 15 сентября 2012 по 24 августа 2014 года.
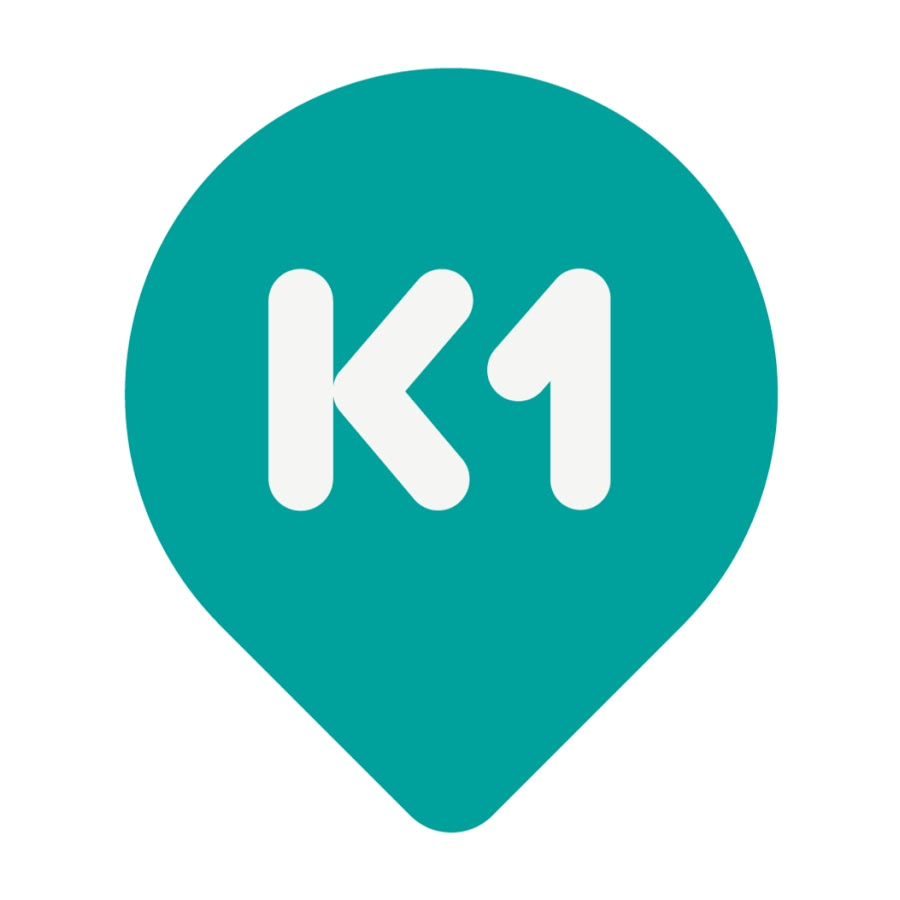
Шестой логотип телеканала «К1» с 25 августа 2014 года по настоящее время.

## Контент

### Программы
- Орёл и решка
- Орёл и решка. Шопинг
- Орёл и Решка. Дайджест
- Ух ты show
- Украина впечатляет
- ТиВи Азбука
- Скептик
- Специя
- Так не бывает
- 15 минут до завтра
- Галилео
- Не может быть
- Мокрый звездопад
- Дарвин-шоу
- Проходимец
- Страна смеётся
- AutoEVO
- Иллюзии современности
- Проверено на себе
- По следам предков
- BigBrother
- Мексиканские каникулы
- Бойцовский клуб
- Осторожно! Кастинг!
- Городок
- Три сестры
- Дураки. Дороги. Деньги
- Что? Где? Когда?
- Один день
- КВН
- Вне игры
- КВН на БИС
- Вечерний квартал
- ШОУМОНРОУ
- Вечер. Паша. Звёзды
- Рассмеши комика
- Высшая лига КВН
- Голосящий КиВиН
- Верю — не верю!
- Вокруг М
- Игры патриотов
- Файна Юкрайна
- Каламбур
- Званый ужин
- Самый умный
- Пороблено в Украине
- Сваты у плиты
- Дай лапу
- Три сестры
- А знаете ли вы?
- Места силы
- Тайный повар
- Штучки
- Рандеву
- Камон!
- Хищные к еде (укр. Хижі до їжі)
- Так не бывает
- Другой мир
- Крафтовые путешествия (укр. Крафтові мандри)

### Сериалы
- Академия танца
- Танцевальная академия
- Мы — семья
- Диагноз Бэтти
- Новая жизнь
- Госпожа Фазилет и её дочери
- Кандис Ренуар
- Яго
- Грань
- Нити судьбы
- Увидеть океан
- Голос из прошлого
- Дорогой доктор
- Удивительные странствия Геракла
- Зачарованные
- Охотники за древностями
- Кто в доме хозяин?
- Зачарованные
- Комиссар Рекс
- Дикий ангел
- Доктор Хаус
- Доктор Кто
- Дорогой доктор
- Моя прекрасная няня
- Отчаянные домохозяйки
- H2O: Просто добавь воды
- Сверхъестественное
- Синдбад
- Хейвен
- Я — зомби
- Храбрая кукла
- Беверли-Хиллз, 90210
- 90210: Новое поколение
- Моя прекрасная няня
- Баффи — истребительница вампиров
- Звёздные врата: SG-1
- Звёздные врата: Атлантида
- Звёздные врата: Вселенная

### Мультсериалы
- Смешарики
- Фиксики
- Мия и я
- Сейлор Мун
- Ну, погоди!
- Приключения капитана Врунгеля
- Боцман и попугай
- На задней парте
- Все псы попадают в рай
- Букашки
- Пчёлка Майя (2012)
- Висспер